# Basarabeasca
Basarabeasca is een gemeente - met stadstitel - in het zuiden van Moldavië. Het is tevens de hoofdstad van het gelijknamige raion. Op 01-01-2012 telde de gemeente 12.400 inwoners.